# Liste der Bodendenkmale in Burg (Dithmarschen)
In der Liste der Bodendenkmale in Burg sind die Bodendenkmale der Gemeinde Burg nach dem Stand der Bodendenkmalliste des Archäologischen Landesamts Schleswig-Holstein von 2016 aufgelistet. Die Baudenkmale sind in der Liste der Kulturdenkmale in Burg (Dithmarschen) aufgeführt.
| Denkmal-ID           | Befundart           | Bezeichnung                                | Zeitstellung                 | Lage | Bemerkungen | Bild |
| -------------------- | ------------------- | ------------------------------------------ | ---------------------------- | ---- | ----------- | ---- |
| aKD-ALSH-Nr. 000 136 | Befestigung > Burg  | Burg/Motte/Ringwall/Turmhügel „Bökelnburg“ | Mittelalter                  |      |             |      |
| aKD-ALSH-Nr. 000 137 | Grabmal > Grabhügel | Grabhügel                                  | Vor- und/oder Frühgeschichte |      |             |      |